# كريم توزاني
كريم توزاني (بالهولندية: Karim Touzani)‏ (11 سبتمبر 1980 بأمستردام في هولندا - ) هو لاعب كرة قدم هولندي في مركز الوسط. شارك مع منتخب هولندا تحت 21 سنة لكرة القدم. أما مع النوادي، فقد لعب مع تفينتي أنشخيدة وسبارتا روتردام ونادي أبردين ونادي أوترخت.

## وصلات خارجية
- كريم توزاني على موقع قاعدة بيانات كرة القدم.إي يو (الإنجليزية)
- كريم توزاني على موقع Soccerbase.com (لاعب) (الإنجليزية)